# Балийский жестовый язык
Балийский жестовый язык (индон. Kata Kolok, буквально «глухая речь», также Balinese Sign Language, Bengkala Sign Language, Benkala Sign Language) — находящийся под угрозой исчезновения деревенский жестовый язык, который распространён среди глухих, проживающих в деревне Бенгкала округа Булеленг острова Бали на Малых Зондских островах в Индонезии.

## Социолингвистические сведения
Язык возник из-за распространённости наследственной нейросенсорной глухоты, вызванной рецессивной несиндромальной мутацией гена MYO15A, доля неслышащих людей в 1995 году составляла 2,2 %.
Считается, что язык возник пять поколений назад. В 2011 году языков владели 46 глухих и не менее 57 % слышащих жителей деревни, то есть не менее 1500 человек при общей численности населения 2740 человек. Кроме того, не менее восьми неслышащих выходцев из Бенгкала покинули деревню, но приезжают домой, оставаясь активным членами сообщества балийского жестового языка. Эти люди знакомятся с другими жестовыми языками, и это знакомство оказывает влияние на жестовый язык деревни Бенгкала.
Балийский жестовый язык используется, когда хотя бы один из собеседников является глухим. Кроме того, к нему могут прибегать и слышащие собеседники, когда они находятся на большом расстоянии друг от друга или работают с шумным оборудованием. Язык может использоваться во всех сферах жизни: например, на нём общаются во время ремонта водопровода, а деревенская медсестра обращается с помощью жестов к неслышащим пациентам. Жестовый язык может проявится даже в тех случаях, когда местный индуистский священник одержим глухим богом во время транса.
Язык относится к изученным деревенским жестовым языкам, имеются диссертации, касающиеся социолингвистической ситуации в деревне и использования жестового пространства в языке.
Благодаря высокой доле людей, владеющих жестовым языком, глухой ребёнок может усваивать его с рождения так, как слышащие дети усваивают устный язык. Существует особый регистр языка для общения с маленькими детьми. Глухие члены интегрированы в сообщество и имеют равные со слышащими шансы трудоустроиться или вступить в брак. Тем не менее, неслышащие люди принадлежат к числу беднейших жителей деревни и часто не имеют постоянной работы, а перебиваются случайными заработками. В обществе имеются социальные конструкты, связанные с глухотой: при упоминании неслышащего человека перед его именем произносят слово kolok (с индонезийского — «глухой»), глухие жители деревни проводят особые ритуалы. Считается, что глухие люди более смелые, потому именно они чаще роют могилы, готовятся к обороне деревни, ловят и разделывают животных к праздникам и обслуживают водопровод.
Балийский жестовый язык не испытал влияния устного балийского языка, используемого слышащими жителями деревни в общении между собой. В частности, в языке отсутствует проговаривание.

## Лингвистическая характеристика

### Фонетика и фонология
При исследовании различных жестовых языков, например амслена, жесты декомпозируют на несколько составляющих — форма ладони, ориентация руки в пространстве, место изображения жеста, движение руки. Если жесты различаются лишь одним компонентом, то говорят, что они формируют минимальные пары. Наличие таких пар позволяет доказать, что различающиеся параметры имеют фонемный (хиремный статус: носители языка обращают на них внимание про определении смысла высказывания, и переход от одного значения к другому изменяет содержание жеста.
На материале балийского жестового языка выделить минимальные пары почти невозможно, поэтому определить фонемный статус используемых при жестикуляции форм ладони затруднительно.
Все формы ладони, наблюдаемые в балийском жестовом языке, можно разбить на базовые (наиболее простые конфигурации, которые легко узнаются и используются в большом количестве жестов), регулярные (встречаются в некотором множестве жестов, но реже, чем базовые) и ограниченные (используются в единственном жесте).
К базовым формам ладони относятся следующие конфигурации:
- 5, форма ладони, в которой все пальцы полностью разогнуты и разведены.
- Curved-5, форма ладони, в которой все пальцы разведены и слегка согнуты в каждом суставе.
- IX, указательный палец вытянут, остальные собраны в кулак.
- B, форма ладони, в которой все пальцы полностью разогнуты и сложены вместе.
- Curved-B, пальцы сложены вместе и слегка согнуты в каждом суставе, образуя дугу.
- A, пальцы сложены в кулак, большой палец лежит сбоку от четырёх остальных.

16 форм ладони отнесены в категорию регулярных. Следующие восемь из них относительно стабильны, их типичная форма легко идентифицируется.
- I, мизинец разогнут, остальные пальцы сложены в кулак.
- S, пальцы сложены в кулак, большой палец лежит поверх четырёх остальных перпендикулярно им.
- G, указательный палец вытянут, большой палец повёрнут наружу от ладони и вытянут параллельно указательному.
- Thumb, четыре пальца собраны в кулак, большой палец вытянут, образуя жест «палец вверх».
- L, указательный и большой пальцы разогнуты и разведены, остальные пальцы собраны в кулак.
- O, четыре пальца сложены вместе и слегка согнуты, образуя дугу, а кончик большого пальца касается кончиков указательного и среднего пальцев, образуя круг.
- W, мизинец и большой палец сложены, остальные три пальцы разогнуты и разведены.
- 4, большой палец согнут и прижат к ладони, остальные пальцы разогнуты и разведены.

Статус остальных восьми регулярных форм ладони менее ясен: в определённых контекстах замена одной формы на другую не приводит к восприятию жеста носителями как грамматически неверного. Вероятно, они образуют градиент допустимых конфигураций ладони. Это касается, например, форм ладони V и Curved-V, которые различаются сгибом пальцев в межфаланговых суставах: степень сгиба может варьироваться, в том числе отражая иконичное изображение референта.
- U, указательный и средний пальцы разогнуты и соединены друг с другом, остальные пальцы сложены в кулак.
- V, указательный и средний пальцы разогнуты и разведены друг от друга, остальные пальцы сложены в кулак.
- Curved-V, указательный и средний пальцы разогнуты у основания ладони, но согнуты в межфаланговых суставах, а также разведены друг от друга, остальные пальцы сложены в кулак.
- Small-C, большой и указательный палец разогнуты, но последний слегка согнут, так что эти два пальца формируют подобие буквы «C». Остальные пальцы согнуты в кулак.
- Big-C, четыре пальца слегка согнуты в суставах, образуя дугу, большой палец располагается напротив них, так что вместе они формируют подобие буквы «C».
- F, кончик большого пальца касается кончика указательного пальца, формируя круг, остальные пальцы разогнуты и разведены друг от друга.
- Bunch, пальцы разогнуты и кончик всех пяти собраны вместе, образуя «щепотку».
- Loose 5, ладонь направлена вниз и все пальцы свободно опущены.

Наконец, к категории ограниченных относятся шесть форм ладоней, используемых в единственном значении:
- E, четыре пальца разогнуты у основания и согнуты в межфаланговых суставах, большой палец прижат к ладони, касаясь фаланг остальных пальцев.
- T, четыре пальца сложены в кулак, большой палец помещён между средним и указательным.
- R, указательный и средний пальцы разогнуты и слегка скрещены, остальные пальцы сложены в кулак.
- Middle finger, средний палец вытянут, остальные сложены в кулак.
- Y, большой палец и мизинец разогнуты и разведены, остальные пальцы сложены в кулак.
- Thumb-IX-pinky, разогнуты большой, указательный палец и мизинец, остальные два согнуты.

Три из них являются оскорбительными: E выражает ругательство, T — сексуальную связь (оба жеста заимствованы из балийской культуры), middle finger был заимствован из австралийского жестового языка. Формы Y и thumb-IX-pinky относятся к летательным аппаратам. Форма R обозначает женские гениталии, но не считается оскорбительной и нередко используется для обозначения женщины. Форма R единственная из ограниченных форм руки, которая может фигурировать в составных жестах (например, в жесте «лесбийская любовь»).
Немануальные компоненты жестов включают выражение лица, движения губ, наклоны головы и тела, движения плечами. Проговаривание в балийском жестовом языке не используется. Движения рта участвуют в жестикуляции, однако природа этих движений не связана с выговором слов балийского устного языка.

### Лексика
Для деревенских жестовых языков характерен бедный инвентарь названий цветов, не более пяти компонентов. Балийский жестовый язык не является исключением. Отмечены четыре лексемы: «белый» (обозначается указанием на зубы и может в некоторых контекстах означать «зубы» или «пальмовое вино»), «чёрный» (изображается растиранием пряди волос между большим и указательным пальцами, жест может означать также «волосы»), «красный» (обозначается проведением указательного пальца по губам, и также может означать купюру в 100000 рупий, которая имеет красный цвет), а также общий жест для синего и зелёного цветов (провести рукой по лбу). Для обозначения других цветов либо упоминают предмет, имеющий соответствующий цвет (например, жест «банан», чтобы сослаться на жёлтый цвет), либо указывают рукой на предмет, имеющий нужный цвет. Примечательно, что инвентарь цветовых лексем в устном балийском языке, используемом в Бенгкала, значительно богаче и, кроме того, различает синий и зелёный цвета. Можно предположить, что соответствующая лексика формировалась в жестовом языке независимо от устного языка.
Система терминов родства в балийском жестовом языке также скромна. Она насчитывает четыре основных компонента: «прародитель», «отец», «мать» и «потомок». Жесты «прародитель» и «потомок» не различаются по полу, но он может быть уточнён с помощью последующего жеста «женщина» или «мужчина». Жест «потомок» также может означать «ребёнок (вообще)», «рождение», «рожать», а также «финансовый интерес». В контексте семьи могут использоваться жесты «такой же» (для обозначения родственников одного поколения с говорящим: братья, сёстры, кузены), «высокий» (старшие братья и сёстры), «низкий» (младшие братья и сёстры). Кроме того, имеются жесты «свадьба / супруг / супруга», «полигамный брак» и «родственник супруга или супруги / дальний родственник».
В балийском жестовом языке не сформировалось дактильного алфавита, однако в 2007 году в деревне было введено образование для глухих, которое включает освоение международного дактильного алфавита. Молодое поколение носителей усвоило алфавит и пользуется им, более пожилые носители к нему не прибегают.

### Морфология
Существует три серии жестов, которые допускают инкорпорацию числительных: это «N дней назад», «N тысяч рупий» и «N-й класс (год обучения в школе)». Эти жесты не дополняются последующим числительным, а модифицируются: например, «вчера» изображается с помощью указательного пальца, приложенного к щеке, «позавчера» — с помощью указательного и среднего пальца на том же месте. Возможности инкорпорации ограничены: для «N дней назад» допустимы значения от 1 до 4, для «N-й класс» — от 1 до 5, для «N тысяч рупий» — от 1 до 9.
Многие жесты допускают интенсификацию, которая усиливает значение некоторой характеристики объекта. Интенсификация изображается с помощью поджатых губ, прищуренных глаз или модификации ручной составляющей жеста: увеличение её амплитуды, ускорение движения или его повторение. Некоторые жесты могут включать несколько маркеров сразу, например интенсивный вариант жеста «красный (цвет)» одновременно включает и повторение движения, и прищуривание глаз. Указательные жесты могут быть интенсифицированы путём повторения для обозначения фокуса. Локативные жесты интенсифицируются с помощью поджатых губ и прищуренных глаз и подчёркивают удалённость объекта. Также мимикой интенсифицируется жест «в то время, когда», если речь о далёком прошлом или будущем.
Глаголы балийского жестового языка не изменяются по временам, однако могут получать аспектные модификаторы. Глаголы совершенного вида маркируются с помощью причмокивания губами и резкого подъёма рук с расставленными пальцами. Ручной компонент может быть опущен, в этом случае причмокивание происходит одновременно с жестом, изображающим предикат. Негативный совершенный вид («дело не сделано») выражается с помощью вытянутого языка, который может использоваться и как отдельный жест, и как модификация предиката.

### Классификаторы
Как и в большинстве жестовых языков, в балийском жестовом языке используются классификаторы. Их можно разбить на две категории: сущностные (англ. entity classifiers) и манипулятивные (англ. handling classifiers). К сущностным классификаторам относятся такие знаки, которые иконически передают свойственные референту характеристики, например форму или одушевлённость. Манипулятивные классификаторы показывают взаимодействие с предметом: например, при использовании классификатора «цветок» рука словно бы держит цветок.
Сущностные классификаторы отличаются от своих аналогов в других жестовых языках. Ключевым в этих классификаторах является ориентация референта и паттерн движения, а не его внешний вид, обозначаемый формой ладоней. Соответственно, для изображения сущностных классификаторов используется меньше форм ладоней, чем в других языках:
| Класс сущностей                       | примеры референтов            | форма ладони         | ориентация              | изображение | движение                                                        |
| ------------------------------------- | ----------------------------- | -------------------- | ----------------------- | ----------- | --------------------------------------------------------------- |
| вертикальные сущности                 | человек, обезьяна, корова     | B, IX                | пальцы направлены вверх |             | мелкие движение вверх-вниз, изображающие перемещение при ходьбе |
| группа объектов                       | люди                          | 5                    | пальцы направлены вверх |             | мелкие движение вверх-вниз, изображающие перемещение при ходьбе |
| животные                              | собака, кот, корова           | B                    | ладонь направлена вбок  |             | мелкие движение вверх-вниз, изображающие перемещение при ходьбе |
| маленькие животные                    | мышь, кролик                  | Curved-5             | ладонь направлена вниз  |             | мелкие движение вверх-вниз, изображающие перемещение при ходьбе |
| ползающие животные                    | змея, угорь                   | IX                   | ладонь направлена вниз  |             | скольжение                                                      |
| ползающие животные                    | тюлень, большая змея          | 5                    | ладонь направлена вниз  |             | скольжение                                                      |
| летающие животные                     | птица, летучая мышь, жук      | 5                    | ладонь направлена вниз  |             | подпрыгивающее                                                  |
| двухколёсные транспортные средства    | велосипед, мотоцикл           | B                    | ладонь направлена вбок  |             | равномерное                                                     |
| четырёхколёсные транспортные средства | автомобиль, грузовик, автобус | B                    | ладонь направлена вниз  |             | равномерное                                                     |
| летательные аппараты                  | аэроплан                      | Y, Thumb-IX-pinky, B | ладонь направлена вниз  |             | равномерное                                                     |
| водный транспорт                      | лодка, паром, корабль         | B                    | ладонь направлена вниз  |             | волнообразное                                                   |
| летающий объект                       | воздушный змей                | B                    | ладонь направлена вниз  |             | раскачивающееся                                                 |

Выбор конкретного классификатора определяется не только классом, к которому принадлежит изображаемый объект, но и восприятием этого объекта в текущем контексте. Например, классификатор «человек» обычно изображается развёрнутой ладонью в вертикальном положении. Если же в ходе высказывания нужно показать, что референт спал, его можно изобразить с помощью той же формы ладони, но в горизонтальном положении ладонью вниз. Вне контекста этот жест будет восприниматься как указание на некоторую поверхность.
Возможно одновременное изображение двух классификаторов.
Манипулятивные классификаторы в балийском жестовом языке обычно изображают то, как предмет удерживается в руке. Ниже представлены несколько примеров таких классификаторов:
- Big-C,
кружки
- S,
люди
- B,
люди
- Bunch,
банкноты, цветы
- F,
монеты, таблетки